# معسكر اعتقال

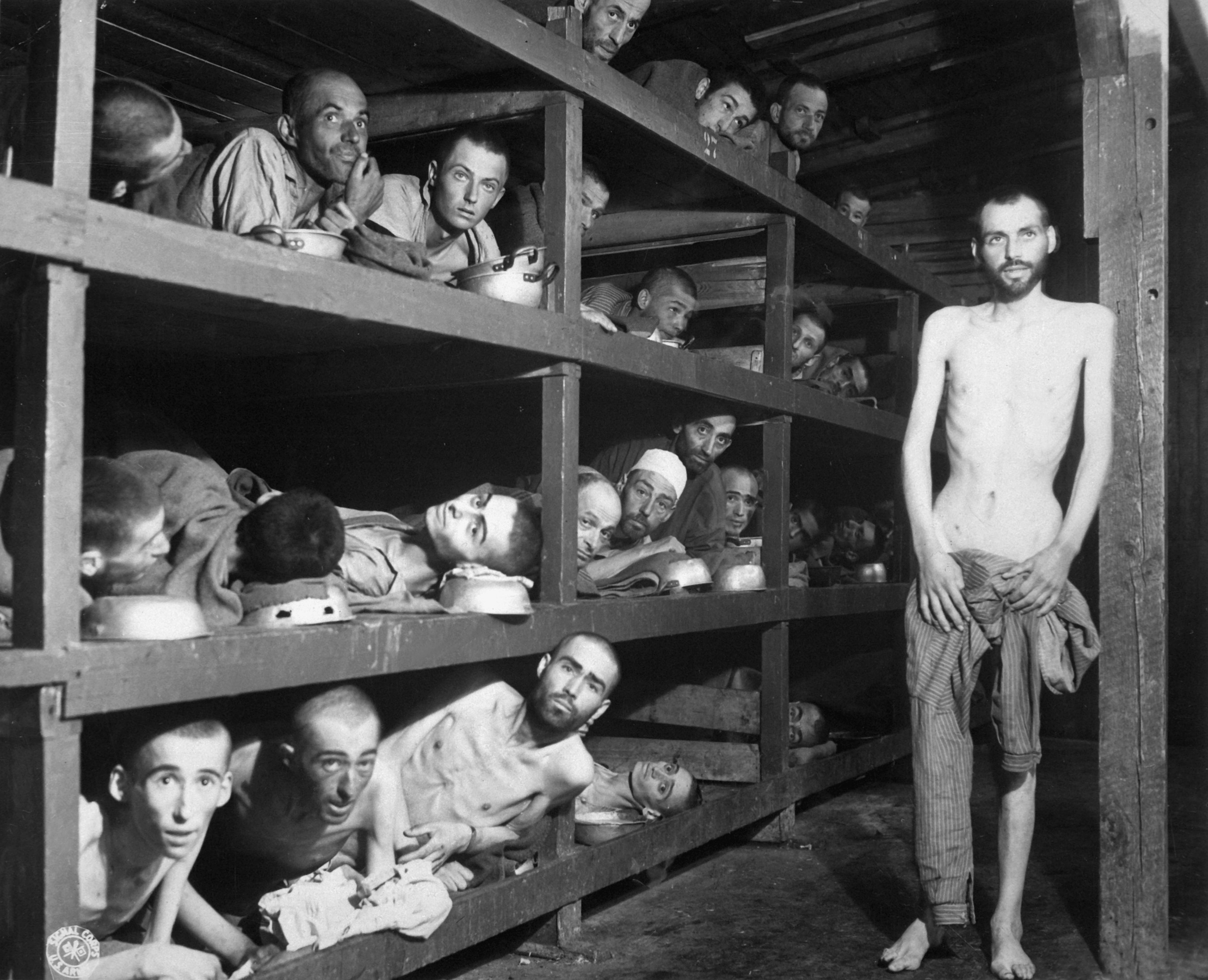
قام عمال الرقيق اليهود في محتشد اعتقال بوخنفالد بالقرب من فايمار بتصويرهم بعد تحريرهم من قبل الحلفاء في 16 أبريل 1945. يُمكن رؤية إيلي فيزيل في الصف الثاني من أسفل، الرقم السابع من اليسار.

معسكر أو معسكرات الاعتقال هي أماكن مخصصة لاحتجاز المعارضين السياسيين، أو عرقيات معينة، أو لمن ينتمي لاعتقاد ايديولوجي مغاير لمن له اليد العليا.
تم إنشاء معسكرات الاعتقال النازية داخل ألمانيا بعد وقت قصير من تولي النازيين الحكم فيها بهدف اعتقال معارضي النظام لكسر شوكتهم وفي العديد من الحالات لتصفيتهم جسديا.
ويكون الهدف من إنشاء هذه المعسكرات اما الاعتقال بغرض الإبادة أو تعريض المعتقلين إلى أشغال شاقّة بأسوأ الظروف المعيشية. وتستخدم معسكرات الاعتقال لاحتجاز المدنيين المراد اعتقالهم بشكل عشوائي بدون المرور عبر القنوات القضائية المعتادة كما حصل في معسكرات الاعتقال النازية ابان الحرب العالمية الثانية. فقد أقدم النازيون بالزج باليهود المدنيين والمثليين والشيوعيين والسلاف وغيرهم بمعسكرات الاعتقال في شتّى أنحاء أوروبا دون التحقق من جرم ارتكبوه أو مخالفة جنائية يعاقب عليها القانون.
ولا تطلق لفظة «معسكرات الاعتقال» على أماكن اعتقال أفراد القوات المسلحة من الفريق الخصم بل يقتصر استعمال المصطلح على المدنيين. وأول من استعمل هذا المصطلح هم الإنجليز في الحرب الثانية بين بريطانيا والثوار المنحدرين من أصول ألمانية في جنوب أفريقيا. فقد عمل الإنجليز على اعتقال المدنيين في جنوب أفريقيا والزج بهم بمعسكرات الاعتقال وقد مات منهم عشرات الألوف لسوء التغذية وتردي الأحوال المعيشية، وتركيز كمية كبيرة من البشر في رقعة صغيرة من الأرض فسمّيت بمعسكرات التركيز.من أبرز وأشهر معسكرات الاعتقال النُّازي ؛داشو ، بوشنفالد، أوشفيتز، برغن بيلزن

## نبذة
بعد وصول النازيين إلى السلطة عام 1933 استعملوا معسكرات الاعتقال لسجن الأعداء السياسيين ولإرهاب الشعب الألماني. وكان معظم الذين سجنوا في بادئ الأمر من الشيوعيين وغيرهم من المعارضين السياسيين. وغالبا ما كان المعتقلون يعاملون بوحشية، ويموت الكثير منهم. وبحلول عام 1939، كان للنازيين ستة معسكرات في ألمانيا من بينها تلك التي في داكاو وبوشنفالد في ألمانيا. وعندما بدأت الحرب العالمية الثانية عام 1939، ازداد عدد المعسكرات بسرعة، ووصل إلى 22 معسكرا. وامتلأت بأشخاص من كل جنسية أوروبية، كما ضمت سجناء الحرب بالإضافة إلى المدنيين.